# Zombi

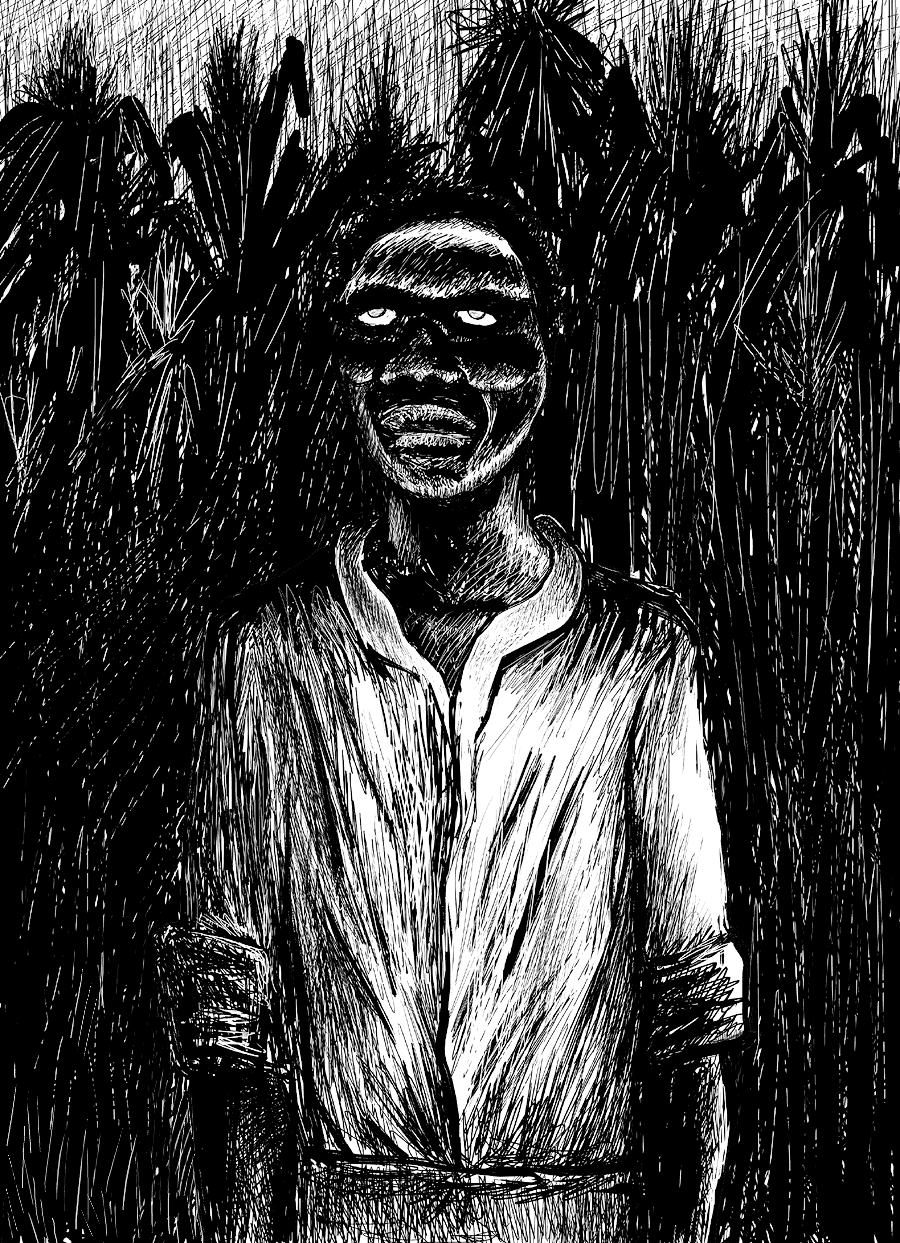
Raffigurazione di uno zombi in una piantagione di canna da zucchero a Haiti

Zombi AFI: /ˈd͡zombi/ (in creolo haitiano zonbi), usato anche nell'ortografia inglese zombie, è un termine di origine haitiana, a sua volta proveniente dal bantu nzumbe, legato alla tradizione religiosa vudù. Zombi è entrato in epoca contemporanea nell'immaginario comune attraverso la letteratura e la cinematografia, per indicare la figura di un morto vivente, un cadavere ambulante.

## Folclore haitiano
Secondo le credenze popolari haitiane, alcuni sacerdoti detti bokor sarebbero in grado di catturare una parte dell'anima, chiamata piccolo angelo guardiano, e detenerla in una piccola fiasca. Il rito produrrebbe nella vittima uno stato di letargia simile alla morte. Tali bokor sarebbero in grado di risuscitare la vittima, anche dopo diversi anni dalla sepoltura, restituendole una piccola parte dell'anima sottratta, per renderla uno schiavo indolente. Le popolazioni haitiane non temerebbero gli zombi in quanto minaccia, "bensì di divenire zombi essi stessi". Il regime dittatoriale della famiglia Duvalier, al potere fino agli anni 1980, esasperava il clima di superstizione sugli zombi.

## Reinterpretazione occidentale

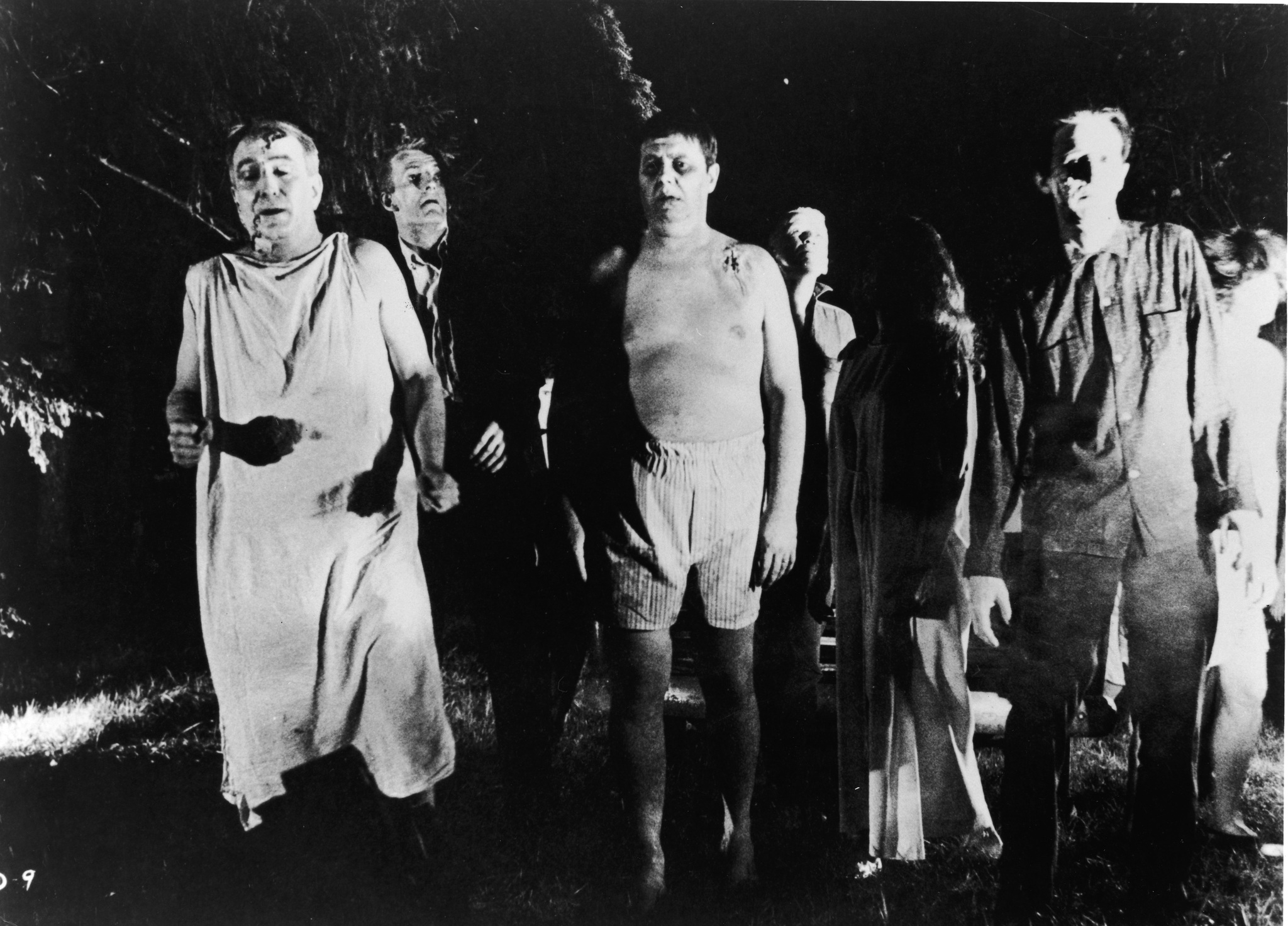
Gli zombi nel film La notte dei morti viventi del 1968

Nella letteratura occidentale del passato, si indicavano per zombi individui privati di ogni volontà dalla dipendenza da droghe. Zombi è anche una droga futuribile citata nel racconto fantastico La porta sull'estate di Robert Heinlein, con la quale il protagonista viene totalmente asservito ai suoi falsi amici.
Un riferimento filmografico è costituito da quello che viene riconosciuto come il primo film del genere, L'isola degli zombies (1932) con la star Bela Lugosi, nel ruolo di uno stregone che dispone della manodopera di schiavi drogati e, per volere di un innamorato, fa ritenere morta una giovane vittima.
Il concetto di "morto vivente" pare una reinterpretazione di quello che lo zombi rappresenta nella religione vuduista, ed è interessante come nel giro di una o due generazioni una parte di verità sia divenuta un mito sovrannaturale.
Nella figura dello zombi si intravede un'immagine speculare in negativo, di carattere diabolico, del concetto cristiano di resurrezione finale (dei corpi integri). "Quando non ci sarà più posto all'Inferno" – citazione ricorrente in parte della filmografia del genere – i corpi corrotti risorgono dandosi al cannibalismo (in letteratura sovente chiamato "eucaristia pagana") in un disperato tentativo di assunzione dell'anima, dell'energia vitale, dalle proprie vittime.
Con La notte dei morti viventi del 1968, film culto capostipite del ciclo di George A. Romero, si inaugura l'immagine apocalittica di zombi quale la compagine di deceduti resuscitati e cannibali, decretando la fine di una civiltà. L'opera di Romero a sua volta si ispira al romanzo di Richard Matheson Io sono leggenda (1954), dove un intero continente viene infettato da un patogeno che causa follia collettiva e violenza omicida (qui il termine "zombi" non era ancora usato). Un durissimo apologo satirico sociale si evidenzia nel secondo capitolo del ciclo di Romero, Zombi, del 1978, dove folle di non morti invadono un centro commerciale mimando le gestualità dei vivi. 
Dal La notte dei morti viventi del 1968, Robert Kirkman trae ispirazione nel 2003 per il suo famosissimo e pluripremiato fumetto The Walking Dead, adattato in seguito per una serie TV che pur seguendo la trama generale si distacca molto da esso: The Walking Dead.
Nel numero 594 della collana di fantascienza Urania, pubblicato l'11 giugno 1972 nel romanzo H su Los Angeles di Robert Moore Williams, compare il termine "zombi"; probabilmente si tratta della prima citazione nota di questo termine in Italia.
Nel libro Il serpente e l'arcobaleno di Wade Davis, da cui è stato tratto l'omonimo film di Wes Craven, edito dopo la caduta del regime dittatoriale haitiano, viene analizzata la relazione tra zombi e vudù, nel caso Clairvius Narcisse: qui non si tratta di un cadavere risorto ma più realisticamente di un uomo scomodo alla polizia segreta, drogato per privarlo totalmente della sua volontà.